# Margarita Salas
Margarita Salas Falgueras (Canero, 30 novembre 1938 – Madrid, 7 novembre 2019) è stata una biochimica spagnola.

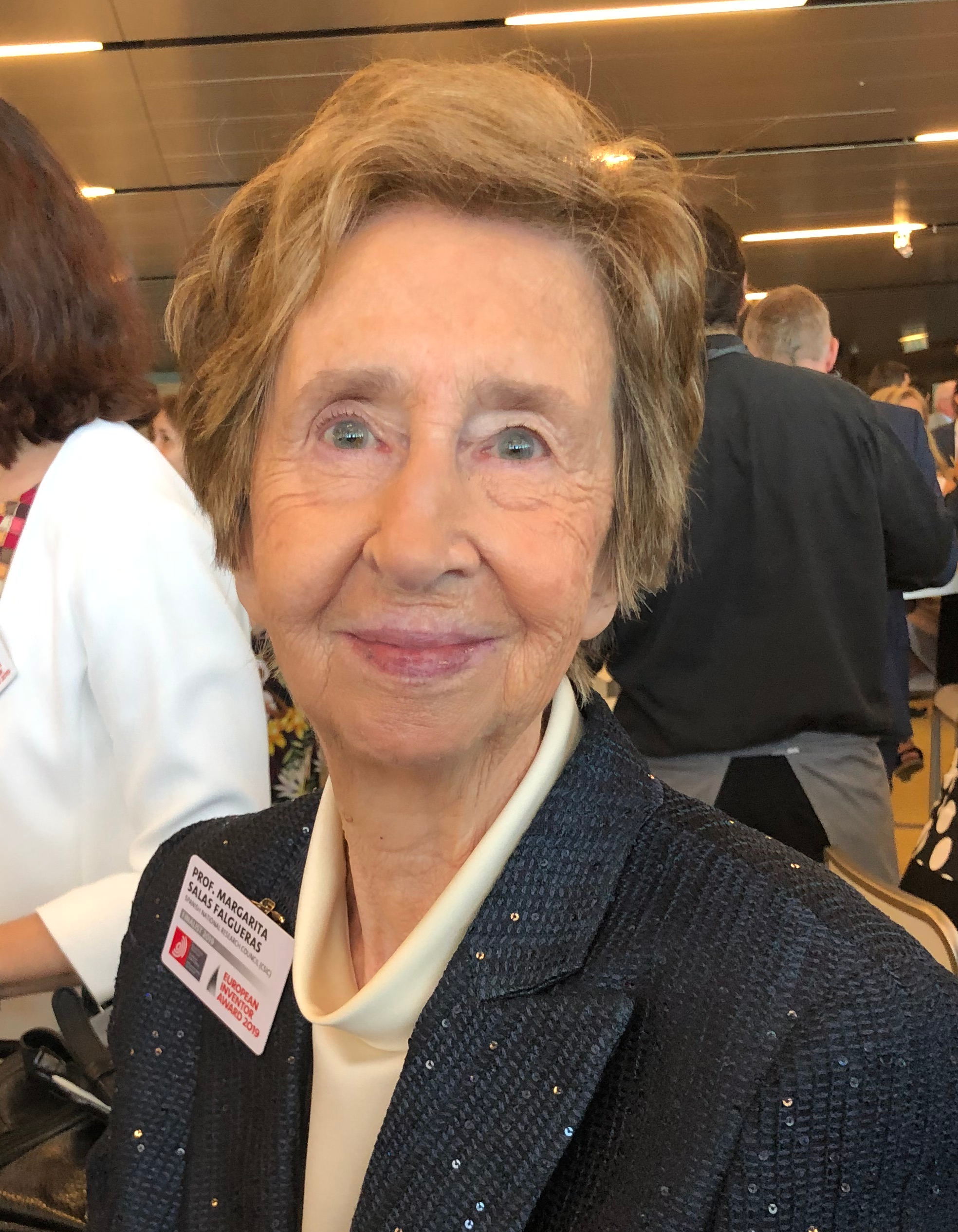
Foto di Margarita Salas allEuropean Innovator Award del 2019.

Laureata in biochimica, è stata alunna di Severo Ochoa, con cui ha collaborato negli Stati Uniti, dopo aver collaborato anche con altri scienziati illustri come Alberto Sols ed Eladio Viñuela (marito). È stata una delle più importanti figure per lo sviluppo della biochimica e della biologia molecolare in Spagna degli ultimi anni. In suo onore, dal 2020, il Consejo Superior de Investigaciones Científicas (CSIC), principale agenzia statale scientifica spagnola, ha ricevuto il suo nome.

## Biografia
Nata a Canero, un piccolo paese asturiano, è  figlia del medico José Salas Martínez e della maestra Margarita Falgueras Gatell e seconda di tre fratelli. A diciassette anni va a vivere a Madrid, dove studia chimica al'Università Complutense e dove conosce il futuro vincitore di un Nobel Severo Ochoa, diventando sua alunna e presentando la tesi sotto l'ala di Alberto Sols, con cui collaborerà anche nel futuro.
Nel 1964 emigra negli Stati Uniti insieme al marito Eladio Viñuelas (chimico e biologo), per lavorare nel Dipartimento Scientifico della Scuola di Medicina dell'Università di New York, dove rimane sviluppando progetti di ricerca nell'ambito della biochimica fino al 1967 per poi tornare in Spagna dove lavorerà nel Centro di Biologia Molecolare Severo Ochoa di Madrid e dove sarà accademica della Real Academia Española (RAE) dal 2003.
Nel 2016 diventa la prima donna a ricever una Medaglia Echegaray, un premio consegnato dalla Real Academia de Ciencias Exactas, Físicas y Naturales (Reale Accademia delle Scienze Esatte, Fisiche e Naturali). Muore il 7 novembre del 2019 per un problema cardiorespiratorio.

## Vita privata
Nel 1963 sposò Eladio Viñuela. La coppia ebbe una figlia nel 1975: Salas ritardò la maternità fino all'età di 37 anni, quando sentì di poter combinare sia la vita professionale che quella familiare.

## Carriera scientifica
Durante la sua carriera, Margarita Salas ha pubblicato più di trecentocinquanta articoli scientifici, ha posseduto otto brevetti e ha realizzato più di quattrocento conferenze scientifiche.
Fra le sue scoperte più importanti possiamo ricordare:
- Determinazione che la lettura dei messaggi genetici avviene in direzione 5'-3'.
- Dimostrazione che le istone p6 cooperano con le istone p4 reprimendo il promotore A2c e attivando il promotore A3.
- Dimostrazione che la tripletta UAA termina la catena polipeptidica in un sistema di Escherichia coli.
- Scoperta della glucochinasi specifica per la fosforilazione del glucosio nel fegato.
- Investigazione della DNA polimerasi del virus batteriofago Φ29.